# Anton Lakisa
Anton Lakisa (belarussisch Антон Лакіза; * 23. Juli 1974) ist ein ehemaliger belarussischer Handballspieler. 

## Karriere
Der 1,96 m große Lakisa spielte anfangs beim belarussischen Erstligisten SKA Minsk, nach einer Saison (1996/97) beim deutschen Regionalligisten TuS Spenge kehrte er wieder zurück. Mit Minsk wurde er 1995, 1996, 1998, 1999 und 2000 belarussischer Meister sowie 1998, 1999 und 2000 Pokalsieger. 1997/98, 1998/99 und 1999/2000 nahm er an der EHF Champions League teil. Ab 2000 spielte der linke Rückraumspieler für den Regionalligisten SV Concordia Staßfurt und erzielte er in der Saison 2002/03 280 Saisontore. In der Saison 2003/04 war er für den Regionalligisten DHK Flensborg im Einsatz, 2004/05 für SG Einheit Halle. In der Spielzeit 2005/06 war er erneut für Staßfurt aktiv und warf 282 Saisontore.
Ab 2006 stand Lakisa beim oberfränkischen HSC 2000 Coburg unter Vertrag, mit dem er 2007 in die 2. Handball-Bundesliga aufstieg. Für Coburg warf Lakisa 667 Tore in 107 Spielen und beendete 2010 seine Laufbahn. In Coburg übernahm er das Co-Traineramt. Lakisa gab im Oktober 2012 ein Comeback, als dem HSC 2000 Coburg verletzungsbedingt mehrere Spieler nicht zur Verfügung standen. Im Oktober 2015 verließ der gelernte Fach-Informatiker den HSC und wechselte aus beruflichen Gründen nach Burgkunstadt. Dort wurde er zunächst Trainer im Jugendbereich der HG Kunstadt und spielte auch für die HG in der Bezirksoberliga. 2019 beendete er seine Laufbahn als Spieler und übernahm das Traineramt der HG. Im August 2021 verließ er Kunstadt aus beruflichen und privaten Gründen Richtung Stuttgart.
Mit der belarussischen Nationalmannschaft belegte Lakisa bei der Weltmeisterschaft 1995 in Island den 9. Platz. Bis 2001 bestritt er 68 Länderspiele, in denen er 121 Tore erzielte.
Anton Lakisa ist verheiratet und hat ein Kind.